# Encantado
Encantado é um município brasileiro do estado do Rio Grande do Sul.
Localiza-se a uma latitude 29º14'10" sul e a uma longitude 51º52'11" oeste, estando a uma altitude de 58 metros. Pertence à Mesorregião do Centro Oriental Rio-Grandense. Com uma área de 140,88km², sua população estimada em 2010 era de 21.514 habitantes.
Município do Vale do Taquari, região alta. Encantado nasceu a partir da colonização italiana, cuja hoje representa a descendência da população, majoritariamente. Encantado é cidade irmã de San Pietro Valdastico (Vêneto - IT), mantendo um intercâmbio comercial e cultural permanente com a Itália. A cidade possui uma atividade comercial diversificada e desenvolve produtos para áreas frigorífica, moveleira, de erva-mate, coureiro-calçadista, higiene, perfumaria, mecânica e alimentação. Ocupa a 45º posição no ranking brasileiro dos municípios mais alfabetizados. Possui boa infra-estrutura turística para a realização de eventos. Seus atrativos naturais são as várias grutas e a Lagoa Garibaldi. Completou seus 100 anos em 31 de março de 2015.

## História
O território onde surgiria mais tarde o município de Encantado era coberto por extensas matas e habitado por índios do tronco GE Guarani. Embora não se precisem as tribos as quais pertenciam, tudo faz crer que fossem os Charruas ou Tapes. A primeira exploração do território deu-se em 1635, com os padres Jesuítas, para iniciar a exploração do Rio Mbocarirói (Guaporé) e Tebiquary (Taquari), iniciando pelo Rio Boapari (rio das Antas), Taiaçuapé (margem esquerda do rio Taquari). Nos primórdios, antes que a terra tivesse nome, Encantado pertenceu a um dos quatro municípios primitivos do Rio Grande do Sul, o da capital do Estado - Porto Alegre - criado pelo Alvará Imperial de 23 de agosto de 1808, complementado pela Provisão de 7 de outubro de 1809, que determinou a instalação dos municípios de Porto Alegre, Rio Grande, Rio Pardo e Santo Antônio da Patrulha.
Com a criação do município de Triunfo, em 25 de outubro 1831, toda a região do nordeste do município de Porto Alegre passou a compor o novo município, e com ele o território inexplorado de Encantado. De Triunfo passou para Taquari, território criado em 4de julho de 1849, pela Lei nº160.
Encantado era apenas uma mera expectativa econômica, até que Estrela despontou no firmamento político-administrativo do Rio Grande do Sul como parcela autônoma, em 21 de fevereiro de 1882, pela Lei nº 1.044. Dessas terras desmembradas de Taquari, foram localizadas as colônias hoje denominadas Guaporé e Encantado, vindo os colonos a se estabelecer nesta última por volta de 1882.
Pelo que se tem conhecimento, o topônimo "Encantado" apareceu escrito, pela primeira vez, em 1856, no livro de Registros Paroquial, de Santo Amaro, que diz: "Manoel Joaquim da Silva declara ter posse de terrenos na margem direita do rio Taquari, lado de Santo Amaro, no lugar denominado "Encantado", com meia légua de extensão, com uma légua de fundos, mais ou menos, cujos terrenos confrontam-se: ao Norte com o arroio Jacaré, pelo Sul com  terras de José Antonio dos Santos Lara, a Leste com o rio Taquari e pelo Oeste com a Serra Geral.
O grande território do Município de Encantado estava subdividido em diversas áreas de terras, de grandes proprietários, de empresas colonizadoras, ou mesmo de pessoas físicas, que as vendiam para os povoadores e colonizadores.
Em 1878, Coronel José Francisco dos Santos Pinto, mapeou suas terras a fim de que pudessem ser vendidas aos imigrantes ou aos migrantes oriundos de outras localidades já colonizadas. A colonização e o povoamento do território ocorreram oficialmente em 1882, quando aqui se estabeleceram as primeiras famílias, vindas da Itália. O novo povoado surgiu no vasto território quase virgem, tendo ao sul a Colonização alemã de Arroio do Meio. Para o norte e oeste, os povoamentos já florescentes de Soledade e Passo Fundo, visto que a colonização de Guaporé só se iniciaria em 1892. Em 1887, graças à religiosidade do povo e à iniciativa do padre Eugênio Steinnert, de Estrela, teve início um movimento para a construção do primeiro templo católico. Foi concluída a primeira igrejinha de madeira, em terreno doado, sob a invocação de São Pedro Apóstolo. Localizada onde hoje se assenta o salão paroquial, uma quadra abaixo da atual.
Devido ao seu rápido desenvolvimento, Lajeado é designado município em 26 de janeiro de 1891, antes território de Estrela. A esse município integrou-se o território de Encantado, que elevou-se à categoria de 2º distrito de Lajeado, pelo Ato Estadual nº 06, de 5 de janeiro de 1892.
Havia no distrito de Encantado, além da sede, os seguintes povoados: São José da Anta Gorda (Borguetto), pequeno povoado no núcleo Anta Gorda, Santo Antônio do Jacaré (Relvado) e Nova Bréscia também chamado Arroio das Pedras. A 7 de maio de 1914, uma comissão integrada pelos núcleos de Encantado, Anta Gorda e Itapuca, encaminhou ao então governador do Estado, Dr. Antônio Augusto Borges de Medeiros, memorial solicitando a criação do município, tendo por base os territórios do 2º (Encantado) e 4º (Anta Gorda) distritos de Lajeado, e 9º (Itapuca) distrito de Soledade, cuja sede ficaria em Encantado.
Lajeado foi a última dependência de Encantado. Depois disso, adquire autonomia político-administrativa.
A proximidade com Porto Alegre e o Rio Taquari  foram fatores importantes para o desenvolvimento do local, tendo inclusive a instalação de indústrias. Em 1915, Encantado foi elevada a município e em 1938, sua sede foi elevada a cidade.

## A origem do nome
Segundo o livro dos historiadores Ferri e Thomé, o cacique de uma tribo de índios chamado "Maná" ao navegar pelo Rio Taquari com sua canoa, acompanhado por outros dois componentes de sua tribo, quando se encontravam nas proximidades da foz de um riacho, avistaram um vulto branco, sem precisar sua forma, o qual ao pressentir a aproximação dos indígenas, jogou-se nas águas profundas do rio, desaparecendo como que por encanto. Surpresos e "encantados" com aquela visão diante do desconhecido, só foram pronunciar algumas palavras após refazerem-se do susto que mais tarde tornou-se uma espécie de lenda, tendo a foz sido denominada de arroio "Encantado". 
O nome de Encantado apareceu registrado pela 1ª vez no ano de 1856, no livro de registro paroquial nº 38, na localidade de Santo Amaro, às folhas 540, registro 24. Houve também outra denominação dada pelos primeiros imigrantes que fundaram o vilarejo, chamando o lugar de "São Pedro de Encantado" ou "São Pedro de Valdastico", atribuído ao local de origem dos imigrantes que vieram da Itália, mas o nome Encantado foi o que predominou.

## Encantado município
Às vésperas da emancipação, Encantado possuía três ruas: Júlio de Castilhos, Marechal Deodoro e Tiradentes. A população distrital alcançava 7000 habitantes, a de Anta Gorda 8600 habitantes e a do núcleo colonial Itapuca (Soledade) 3843 habitantes.
Em 31 de março de 1915, o Governo do Estado publicou o Decreto Nº 2.133, elevando à categoria de Vila com a denominação de “Município de Encantado”, tendo por sede a povoação deste nome, o território compreendido pelos 2º (Encantado) e 4º (Anta Gorda) distritos de Lajeado, e 9º (Itapuca), distrito de Soledade.
A área inicial do Município, ao ser emancipado em 1915, era de 1.306 quilômetros quadrados. A situação topográfica de Encantado à margem do Taquari fez com que o grande escoamento de produtos passasse pelo povoado.
Ao emancipar-se, no dia 31 de março de 1915, Encantado tinha como limites: ao Norte, Soledade e Guaporé; ao Sul, Lajeado e Estrela; a Leste, Guaporé e Estrela; ao Oeste, Soledade e Lajeado .
Com as emancipações de Arroio do Meio, Roca Sales, Arvorezinha e Muçum, as divisas passaram a ser: ao Norte, Arvorezinha e Guaporé; ao Sul, Arroio do Meio e Roca Sales; a Leste, Guaporé, Muçum e Roca Sales; a Oeste, Soledade e Arroio do Meio.
Com as emancipações de Anta Gorda e Putinga as divisas passaram a ser: ao Norte, Putinga e Anta Gorda; ao Sul, Arroio do Meio e Roca Sales; a Leste, Muçum  e Roca Sales; a Oeste, Arroio do Meio, ainda mais tarde ao Norte com Doutor Ricardo e Relvado.
Hoje, após estas emancipações, possui uma área de 140,88 km².

## Estátua de Cristo Protetor

Cristo Protetor de Encantado

Em 2019 teve início a construção da estátua de Cristo Protetor com 43,5 metros de altura, incluindo o pedestal, o que é a terceira estátua mais alta do mundo. Sua envergadura é de 39 metros. Possui um elevador interno e um mirante.
A conclusão foi em abril de 2022 e sua inauguração no dia 6 de abril de 2025. No dia 5 de abril de 2025. O Jornal do Almoço foi transmitido ao vivo para todo o estado, através da RBS TV.  
A construção erguida no Morro das Antenas é de autoria dos escultores Genésio Moura e Markus Moura, pai e filho.

## Entidades
- APAE de Encantado.

## Municípios desmembrados e emancipados
- Nova Bréscia (Decreto 4.903 / 1964). Nova Bréscia era distrito de Encantado e passou a pertencer a Arroio do Meio (Decreto nº 5.759, de 28.11.1934).
- Arvorezinha (Lei nº 3.717, de 16.02.1959)
- Ilópolis (Lei nº 4.687, de 26.12.1963)
- Putinga (Lei nº 4.689, de 26.12.1963)
- Relvado (Lei nº 8.604, de 09.05.1988)
- Doutor Ricardo (Lei nº 10.639, de 28.12.1995)

## Cidades-irmãs
- Valdastico, Vicenza, Itália

## Eventos
- Festa de Nossa Senhora dos Navegantes: Data: 11 de fevereiro.
- Encontro de Carros Antigos: Data: Março.
- Canto da Lagoa: Um dos mais importantes festivais de música do Brasil. Data: Março.
- Festa de São José: Data: 19 de março.
- Festa de Nossa Senhora do Caravággio: Data: 4 de maio.
- Rodeio Artístico Regional: Data: Maio.
- Festa de Nossa Senhora Auxiliadora: Data: 18 de maio.
- Suinofest: Junho
- Festa de São Pedro: Data: 28 e 29 de junho.
- Seminário Nacional de Promoção da Leitura: Data: Julho.
- Gemelaggio: Comunidades do interior preparam jantar típico seguido de shows, cantorias e muita dança. Data: Julho.
- Fandango: Data: 5 de julho.
- Festa de Santa Rita de Cássia: Data: 6 de julho.
- Semana Italiana (Settimana Italiana): Data: 5 a 12 de julho.
- Festa de Sant'Ana: Data: 13 de julho.
- Festa do Colono: Data: 27 de julho.
- Festa de São Joaquim: Data: 26 de julho.
- Fora de Giro Data: Setembro
- Semana Farroupilha: Data: 13 a 20 de setembro.
- Festa de São Marcos: Data: 14 de setembro.
  - Rústica Cidade de Encantado: Data: Setembro.
- Festa de Nossa Senhora da Paz: Data: 21 de setembro.
- Festa de Nossa Senhora Aparecida: Data: 12 de Outubro.
- Rodeio Crioulo: Data: Novembro.
- Festa de Nossa Senhora Medianeira: Data: 8 de novembro.
- Festa de São Carlos: Data: 9 de novembro.
- Festa de Nossa Senhora da Saúde: Data: 9 de novembro.
- Festa de Nossa Senhora de Fátima: Data: 8 de dezembro.
- Natal Encanto: Data: Dezembro.